# CSM Dunărea Galați
CSM Dunărea Galați este un club de hochei pe gheață din Galați, România care evoluează în Liga Națională de hochei. Dunărea își dispută meciurile de pe teren propriu pe patinoarul "Dunărea", cu o capacitate de 4.000 de locuri.
Prima apariție în campionatul național a avut loc în anul 1932, sub numele de Gloria C.S.U. Odată cu începutul războiului, activitatea hocheisică de la Dunăre a fost întreruptă până în anul 1950, când Locomotiva Galați s-a inscris în Diviza a II-a, mai târziu reușind să promoveze în Divizia I sub numele de Știinta Galați.
În ciuda faptului ca echipele ce au reprezentat orașul Galați la competițiile naționale au ajuns de multe ori la turneele finale, acestea nu au reușit niciodată să se impună în fața echipelor din București, Cluj-Napoca, Târgu Mureș sau Miercurea Ciuc. Primul trofeu din vitrina clubului fiind Cupa României câștigată în anul 1988.
În sezonul 2010-2011, Dunărea s-a clasat pe locul al IV-lea în Liga Națională după înfrângerea suferita în finala mică în fața celor de la CSA Steaua Rangers și pe locul al III-lea în Cupa României, de această dată învingându-i pe "ros-albaștri" tot în finala mica a competiției.
Anul 2015 consemnează o splendida victorie în campionatul național după ce în semifinale a trecut cu scorul general de 3-2 la partide de campioana en-titre Corona Brașov iar in finala a spulberat multipla campioană națională Steaua București, cu scorul general de 4-1. In sezonul 2015/2016 se castiga din nou titlul de campioana invinsa fiind SC Miercurea Ciuc iar in sezonul 2016/2017 castiga din nou Cupa Romaniei intr-o noua finala cu SC Miercurea Ciuc.

## Palmares
- Liga Națională:
  - Campioană (2): 2014–15, 2015–16
- Cupa României:
  - Câștigătoare (2): 1988, 2017

## Lotul de jucatori 2010-2011
| Portari | Portari                 |
| ------- | ----------------------- |
| 1       | România Viorel Radu     |
| 40      | Slovacia Tomáš Porubský |
| 93      | România Andrei Papadie  |

| Apărători | Apărători                    |
| --------- | ---------------------------- |
| 76        | România István Veress        |
| 14        | Slovacia Michal Beňadik      |
| 25        | Slovacia Boris Růžička       |
| 34        | România Vasile Mironov       |
| 30        | România Felician Secuianu    |
| 16        | România Marius Daniel Andrei |
| 15        | România Iulian Glovatchi     |
| 11        | România Silviu Manole        |
| 10        | România Berdilă Cătalin      |

| Atacanți | Atacanți                   |
| -------- | -------------------------- |
| 77       | România Mircea Necula      |
| 26       | România Nuțu Andrei        |
| 9        | România Cătălin Geru       |
| 55       | România Levente Elekes     |
| 5        | România Attila Tankó       |
| 2        | Slovacia Eduard Hartmann   |
| 24       | Slovacia Stanislav Gavač   |
| 22       | Slovacia Juraj Zemko       |
| 7        | România Valentin Vlase     |
| 69       | România Alexandru Munteanu |
| 13       | România Ionuț Hamza        |
| 18       | România Gabriel Dan        |